# Sławomir Gołaszewski
Sławomir Gołaszewski (sinh ngày 1 tháng 2 năm 1954 tại Warszawa, mất ngày 16 tháng 7 năm 2015  ) là nhà triết học văn hóa, nhà thơ, nhà soạn nhạc, nhạc sĩ, nhà báo người Ba Lan. Ông là một trong những người thúc đẩy dị biệt văn hóa (alternative culture) ở Ba Lan. Ông học tại Warszawa, Amsterdam và Kraków.
Sławomir Gołaszewski là tác giả của sách Reggae-Rastafari, Dapspolski. Regementarz(Tuyển tập) , là tổng biên tập tờ "Non-Stop", nhà phê bình của Gazeta Konopna Spliff. Ông còn là đồng sáng lập lễ hội âm nhạc Róbrege.
Ông hợp tác với Jerzy Grotowski và đồng sáng tạo âm nhạc cho Nhà hát Adekwatny.
Trong những năm 1980, Sławomir Gołaszewski tham gia giới âm nhạc underground, hợp tác với các ban nhạc như Kultura, Izrael và Armia. Đến cuối đời, ông vẫn hoạt động sáng tạo nghệ thuật dưới bút danh Audiomara với tư cách là nhà sản xuất và biểu diễn.